# Isotomodes klostermani
Isotomodes klostermani är en urinsektsart som beskrevs av Bernard 1971. Isotomodes klostermani ingår i släktet Isotomodes och familjen Isotomidae. Inga underarter finns listade i Catalogue of Life.